# Campionati mondiali di ginnastica ritmica 2013
I XXXII Campionati mondiali di ginnastica ritmica si sono svolti a Kiev, in Ucraina, dal 28 agosto al 1º settembre 2013.

## Podi
| Evento             | Oro | Perform. | Argento | Perform. | Bronzo | Perform. |
| Individuale        | |          | |          | |          |
| Clavette           | Jana Kudrjavceva Margarita Mamun                                                                                   | 18,366   | Non assegnato |          | Alina Maksymenko                                                                                                   | 18,216   |
| Cerchio            | Hanna Rizatdinova                                                                                                  | 18,600   | Jana Kudrjavceva                                                                                                  | 18,266   | Margarita Mamun | 18,250   |
| Palla              | Margarita Mamun | 18,516   | Jana Kudrjavceva                                                                                                  | 18,350   | Melicina Stanjuta                                                                                                  | 18,166   |
| Nastro             | Jana Kudrjavceva                                                                                                   | 18,516   | Hanna Rizatdinova                                                                                                 | 18,233   | Melicina Stanjuta                                                                                                  | 18,066   |
| Completo           | Jana Kudrjavceva                                                                                                   | 73,866   | Hanna Rizatdinova                                                                                                 | 73,041   | Melicina Stanjuta                                                                                                  | 72,166   |
| A squadre          | |          | |          | |          |
| 10 clavette        | Spagna Marina Fernández Sandra Aguilar Artemi Gavezou Elena López Alejandra Quereda Lourdes Mohedano               | 17,350   | Italia Valeria Schiavi Marta Pagnini Andreea Stefanescu Chiara Ianni Camilla Bini Camilla Patriarca               | 17,300   | Ucraina Viktorija Mazur Olena Dmytraš Jevhenija Homon Valerija Hudym Viktorjia Šynkarenko Svitlana Prokopova       | 17,208   |
| 3 palle e 2 cerchi | Russia Anastasija Bliznjuk Ksenija Dudkina Ol'ga Il'ina Anastasija Maksimova Anastasija Nazarenko Elena Romančenko | 18,183   | Bielorussia Aljaksandra Narkevič Maryna Hančarova Valeryja Piščėlina Hanna Dudziankova Jana Lukavec Maryja Kotjak | 17,550   | Spagna Marina Fernández Sandra Aguilar Artemi Gavezou Elena López Alejandra Quereda Lourdes Mohedano               | 17,166   |
| Completo           | Bielorussia Aljaksandra Narkevič Maryna Hančarova Valeryja Piščėlina Hanna Dudziankova Jana Lukavec Maryja Kotjak  | 35,708   | Italia Valeria Schiavi Marta Pagnini Andreea Stefanescu Chiara Ianni Camilla Bini Camilla Patriarca               | 34,733   | Russia Anastasija Bliznjuk Ksenija Dudkina Ol'ga Il'ina Anastasija Maksimova Anastasija Nazarenko Elena Romančenko | 34,225   |

## Medagliere
| Pos.   | Paese       | Oro | Argento | Bronzo | Totale |
| ------ | ----------- | --- | ------- | ------ | ------ |
| 1      | Russia      | 6   | 2       | 2      | 10     |
| 2      | Ucraina     | 1   | 2       | 2      | 5      |
| 3      | Bielorussia | 1   | 1       | 3      | 5      |
| 4      | Spagna      | 1   | 0       | 1      | 2      |
| 5      | Italia      | 0   | 2       | 0      | 2      |
| Totale | Totale      | 9   | 7       | 8      | 24     |